# Сокольний
Соко́льний (рос. Сокольный, марій. Сокольный) — селище у складі Звениговського району Марій Ел, Росія. Входить до складу Кокшамарського сільського поселення.

## Населення
Населення — 15 осіб (2010; 14 у 2002).
Національний склад (станом на 2002 рік):
- чуваші — 64 %